# Reserva Natural de Kurisoo
A Reserva Natural de Kurisoo é uma reserva natural localizada no condado de Järva, na Estónia.
A área da reserva natural é de 47 hectares.
A área protegida foi fundada em 2005 para proteger os valiosos tipos de habitats e espécies ameaçadas na aldeia de Kurisoo (Ambla).